# Hyles centralasiae
Hyles centralasiae es una especie de polilla de la familia Sphingidae. Se encuentra en el este de Turquía y Armenia, este y norte de Irak, norte de Irán, sur de Turkmenistán, las zonas montañosas del este de Uzbekistán y sur de Kazajistán hasta Tayikistán, Kirguistán, Afganistán y norte de Sinkiang en China.

## Características
Especie de esfíngido parecida a Hyles euphorbiae, con una envergadura de 60 a 75 mm de longitud.
La oruga ha sido encontrada en las flores y semillas de la Eremurus en Tayikistán y Afganistán. Si esta planta es su único sustento, no puede tener una segunda generación, porque las flores solo se dan en primavera. Sin embargo, se han capturado adultos en agosto y septiembre, así como en julio.